# 陳志輝
陳志輝，SBS，JP是香港中文大學市場學系教授，兼任中大行政人員工商管理碩士課程主任；亦是香港中文大學逸夫書院前院長。
 （页面存档备份，存于）

## 簡歷
陳志輝畢業於聖若瑟小學及聖若瑟書院，1977年畢業於香港中文大學工商管理學系，其後分別獲加州大學柏克萊分校和中大頒授工商管理碩士學位和哲學博士學位。陳志輝精研策略市場學和跨文化市場學，對中國市場特別有研究，先後於國際性學術期刊發表多篇論文；在投身教學前，曾任職萬國商業機器及美國銀行。
陳志輝是現任中大市場學系的教授以及暨行政人員工商管理碩士課程主任。他曾獲2001年及2009年校長模範教學獎，深受同學愛戴。此外，陳志輝亦會為中、港及外國企業舉辦管理課程、公開論壇及專題研討會；自2003年起，為香港電台主持節目《與CEO對話》和《管理新思維》。
陳志輝多年來積極參與公共及社會服務，包括1999年至2005年連續六年出任香港消費者委員會主席，及2004年至2010年間出任香港存款保障委員會主席
等；亦曾在2007年2月獲金融管理專員委任為顧問，向八達通卡公司管理層提供意見。為表揚他對公共事務和社會服務的貢獻，香港特區政府於2005年委任他為太平紳士，並於2007年授予銀紫荊星章。
陳志輝是逸夫書院資深成員，1987年起加入書院，曾任學系聯絡人和多個委員會委員，亦為書院校董及院務委員。陳志輝於2010年7月1日起出任逸夫書院院長一職，任期四年，接替出任香港中文大學校長的沈祖堯教授。2020年卸任。

## 現任職務
- 香港中文大學市場學系榮休教授
- 大灣區商學院校長[5]

## 現任公職
- 太平紳士
- 香港教育學院校董會成員
- 恒生管理學院校董會成員
- 選舉管理委員會委員[6]
- 證券及期貨事務監察委員會學術評審諮詢委員會委員
- 社會福利署整筆撥款督導委員會委員
- 優質旅遊服務委員會成員
- 香港人力資源管理學會專業標準工作小組策略顧問團成員
- 香港中醫藥管理委員會中醫組轄下考試小組成員
- 粵劇發展基金執行委員會成員
- 僱員再培訓局「ERB人才企業嘉許計劃」榮譽顧問
- 香港中醫藥管理委員會主席
- 能源咨詢委員會成員[7]